# Holstianthus
Holstianthus  es un género de plantas con flores perteneciente a la familia de las rubiáceas. Incluye una sola especie: Holstianthus barbigularis Steyerm. (1986).
Es nativo de Venezuela.